# Juan de Granada
Juan de Granada (* um 1530; † 2. November 1592 in Saragossa) war ein spanischer Theologe und Schriftsteller.
Juan de Granada trat früh in den Dominikanerorden ein und zeichnete sich durch Gelehrsamkeit und ein großes Rednertalent aus. Er bekleidete verschiedene Ehrenämter seines Ordens, war Prior in mehreren Klöstern und lehrte zuletzt längere Zeit Theologie im Kolleg zu Saragossa, wo er 1592 starb.
Er verfasste die Schrift Parabolae evangelicae quotquot ab ecclesiae proponuntur moralibus discursibus explicatae (2 Bände, Caesaraugusta 1585–87), deren erste Abteilung Predigten für die Sonn- und Feiertage, die zweite Predigten für die Feste der Heiligen enthält. Dieses Werk wurde von seinen Ordensgenossen sehr geschätzt. Viel gelesen wurden auch von den Laien seine Betrachtungen über den 51. Psalm (Ps 50  nach griechischer Zählung; Discursus sopra el Psalmo: miserere mei deus, Saragossa 1594). Dass er auch einige Zeit in Italien gelebt hatte oder wenigstens des Italienischen mächtig war, beweisen seine in dieser Sprache verfassten asketischen Werke:
- Sette affettuose salutazioni alla B. Vergine, postum hrsg. Venedig 1645
- Sette affettuose ringratiamenti a Giesù Cristo, postum hrsg. Venedig 1645